# ریموند سنت ژاکوس
ریموند سنت ژاکوس (انگلیسی: Raymond St. Jacques؛ ۱ مارس ۱۹۳۰ – ۲۷ اوت ۱۹۹۰) هنرپیشه، کارگردان و تهیه‌کننده اهل ایالات متحده آمریکا بود. از فیلم‌هایی که او در آن به ایفای نقش پرداخته است، می‌توان به افتخار، طلوع وودو و کاتن به هارلم می‌آید (۱۹۷۰) اشاره کرد.